# Callinico (esarca)
Callinico (VII secolo – 602) è stato un funzionario bizantino, esarca di Ravenna dalla fine del 596 al 602.

## Biografia
È stata avanzata l'identificazione con un patrizio omonimo attestato intorno al 565 come portavoce del senato, ma tale possibile identificazione appare a vari studiosi improbabile per l'enorme intervallo che intercorre tra il 565 e il 596, che rende improbabile che i due Callinico siano la stessa persona (il Callinico esarca sarebbe troppo vecchio se fosse il patrizio del 565).
Callinico (noto anche come Gallinico o Gallicino) divenne esarca di Ravenna verso la fine del 596. A differenza del suo predecessore Romano, i cui rapporti con papa Gregorio I erano molto tesi, Callinico cedette alle pressioni del pontefice, che premeva per una tregua tra Impero e Longobardi.
Nel 598 Callinico firmò una tregua con i Longobardi, che, sebbene definita «fermissima» da Paolo Diacono, probabilmente fu solo biennale. Copertosi in tal modo le spalle contro colpi di mano militari dei Longobardi, Callinico si dedicò alla difesa della parte settentrionale dell'Istria, minacciata da un'invasione degli Slavi, che respinse sconfiggendoli nell'estate del 599.
In politica religiosa, Callinico assunse un atteggiamento tutto sommato tollerante nei confronti degli aderenti allo scisma tricapitolino, ricevendo le critiche di papa Gregorio, che invece voleva maggiore durezza. Inoltre assunse il ruolo di mediatore tra papa Gregorio e il Vescovo di Salona, accusato da Gregorio di simonia, contribuendo alla riconciliazione tra i due.
Nel 601-602, nel tentativo di costringere il governo longobardo a rinnovare il trattato di pace, occupò Parma e fece prigionieri una figlia e il genero di re Agilulfo. Il re longobardo rispose tuttavia con un'invasione del Veneto bizantino, mettendo a ferro e fuoco Padova e impadronendosi di Monselice. A causa dei rovesci subiti, fu richiamato e sostituito da Smaragdo, che divenne così esarca per la seconda volta.